# J. P. Clark
John Pepper Clark, noto con lo pseudonimo J. P. Clark-Bekederemo (Kiagbodo, 6 aprile 1935 – Kiagbodo, 13 ottobre 2020), è stato un poeta e drammaturgo nigeriano.

## Biografia
Laureato in inglese nel 1960 all'Università di Ibadan, inizialmente lavorò come giornalista a Lagos. Ottenuta una borsa di studio a Princeton, scrisse l'opera autobiografica America, Their America, forte critica dei valori della classe media statunitense. Dopo il ritorno in Nigeria divenne lettore di inglese all'Università di Lagos e pubblicò numerose raccolte di poesia: Poems (1962), A Reed in the Tide (1965), Poems 1966-68 (1970), A Decade of Tongues (1981), State of the Union (1985), Mandela and Other Poems (1988), in cui si fondono apporti della poesia africana e della cultura occidentale.
Parallelamente, influenzato dalla letteratura inglese e dal teatro classico greco, scrisse opere teatrali che evidenziano i conflitti e i fermenti dell'Africa contemporanea; tra queste Song of a Goat, The Masquerade e The Raft, pubblicate nel 1964 a cura dell'Università di Oxford con il titolo di Three Plays. Nel 1972 ha inoltre sceneggiato il film The Ozidi of Atazi.
Fu insignito nel 1991 del Nigerian National Merit Award per la letteratura. Nello stesso anno, la Howard University di Washington ripubblicò gran parte dei suoi scritti nei quattro volumi The Ozidi Saga, Collected Plays, 1964-1988, Collected Plays and Poems, 1958-1988 e Collected Poems, 1958-1988.